# Tanaina
Tanaina is een plaats (census-designated place) in de Amerikaanse staat Alaska, en valt bestuurlijk gezien onder Matanuska-Susitna Borough.

## Demografie
Bij de volkstelling in 2000 werd het aantal inwoners vastgesteld op 4993.

## Geografie
Volgens het United States Census Bureau beslaat de plaats een oppervlakte van
71,3 km², waarvan 70,2 km² land en 1,1 km² water.

## Plaatsen in de nabije omgeving
De onderstaande figuur toont nabijgelegen plaatsen in een straal van 16 km rond Tanaina.